# Lijst van beelden in Zwolle
Dit is een chronologische lijst van beelden in Zwolle. Onder een beeld wordt hier verstaan elk driedimensionaal kunstwerk in de openbare ruimte van de Nederlandse gemeente Zwolle, waarbij beeld wordt gebruikt als verzamelbegrip voor sculpturen, standbeelden, installaties, gedenktekens en overige beeldhouwwerken.
Voor een volledig overzicht van de beschikbare afbeeldingen zie: Beelden in Zwolle op Wikimedia Commons.
| Geplaatst | Omschrijving                                                                             | Kunstenaar                                   | Straat                                                | Plaats | Materiaal              | Afbeelding |
| --------- | ---------------------------------------------------------------------------------------- | -------------------------------------------- | ----------------------------------------------------- | ------ | ---------------------- | ---------- |
| ± 1300    | Abrahams schoot                                                                          | ?                                            | Korte Ademhalingssteeg                                | Zwolle |                        |            |
| 1742      | gevelsteen het Vrouwenhuis                                                               | onbekend                                     | Voorstraat                                            | Zwolle | steen                  |            |
| 1893      | Nahuysfontein                                                                            | ?                                            | Van Nahuysplein                                       | Zwolle |                        |            |
| 1904      | Asclepius en twee vrouwenfiguren                                                         | onbekend (architect:De Herder & Hellendoorn) | Diezerstraat, Het Witte Kruis                         | Zwolle | hardsteen              |            |
| 1908      | Everhardus Johannes Potgieter                                                            | Charles van Wijk                             | Potgietersingel                                       | Zwolle | brons                  |            |
| 1922      | Van Roijenbank                                                                           | ?                                            | Potgietersingel/Wilhelminasingel                      | Zwolle | muschelkalksteen       |            |
| 1930      | Zwolle 700 jaar stadsrechten                                                             | Ed Jacobs en Co Breman                       | Sassenpoort                                           | Zwolle | steen                  |            |
| 1945      | Herdenkingsbank                                                                          | ?                                            | Kerkstraat                                            | Zwolle | steen                  |            |
| 1948      | Monument W.O. II (man)                                                                   | Willem van Kuilenburg                        | Postkantoor                                           | Zwolle |                        |            |
| 1950      | Oorlogsmonument Zwolle                                                                   | Titus Leeser                                 | Ter Pelkwijkpark                                      | Zwolle | brons                  |            |
| 1957      | De barmhartige Samaritaan                                                                | Auguste Manche                               | Luttenbergstraat                                      | Zwolle |                        |            |
| 1961      | De Haan                                                                                  | Ybe van der Wielen                           | Hanekamp                                              | Zwolle |                        |            |
| 1961      | Vader, zoon, vogel                                                                       | Hans Bayens                                  | Zeven Alleetjes (IJsselmij)                           | Zwolle |                        |            |
| 1963      | Monument aan de Meppelerstraatweg                                                        | Mastabo                                      | Meppelerstraatweg                                     | Zwolle | steen                  |            |
| 1964      | Het gezin                                                                                | Henk Krijger                                 | Hogenkampsweg                                         | Zwolle | metaal                 |            |
| 1965      | Adam                                                                                     | Auguste Rodin                                | Grote Kerkplein                                       | Zwolle | brons                  |            |
| 1965      | Beweging 64                                                                              | Eugène Dodeigne                              | Broerenkerkplein                                      | Zwolle |                        |            |
| 1965      | Meisje met gans                                                                          | Maarten Mooij                                | Waallaan                                              | Zwolle |                        |            |
| 1965      | De Spaanse Brabander                                                                     | Piet Esser                                   | Bachplein                                             | Zwolle | brons                  |            |
| 1965      | Corporate Entity                                                                         | Wessel Couzijn                               |                                                       | Zwolle | brons                  |            |
| 1965      | Constructie                                                                              | André Volten                                 |                                                       | Zwolle | cortenstaal            |            |
| 1966      | Lejzer Zamenhof                                                                          | Frits Sieger                                 | Burgemeester Drijbersingel/Zamenhofsingel (oude naam) | Zwolle | brons                  |            |
| 1976      | Esperantomonument                                                                        | Jacques Magendans                            | Burgemeester Drijbersingel/Zamenhofsingel (oude naam) | Zwolle | Brons, steen           |            |
| 1976      | De droom van Liliënthal                                                                  | Gerard Bruning                               |                                                       | Zwolle | brons                  |            |
| 1976      | Zwemmertjes                                                                              | Titus Leeser                                 | Scheldelaan Geroofd en omgesmolten Niet meer aanwezig | Zwolle | brons                  |            |
| 1977      | Presse-papier                                                                            | Marinus Boezem                               | Van Wevelinkhovenstraat                               | Zwolle | roestvast staal, steen |            |
| 1980      | Zwolle 750                                                                               | Herman Nieweg                                | Stadsmuur                                             | Zwolle |                        |            |
| 1980      | Zwolle 750 Mijnwiel geschonken door partnerstad Lünen (BRD) t.g.v. 750 jaar stadsrechten |                                              | Het Engelse Werk                                      | Zwolle | geverfd gietijzer      |            |
| 1981      | Icarus                                                                                   | Fons Bemelmans                               | Grote Markt                                           | Zwolle |                        |            |
| 1982      | Ritme                                                                                    | Piet Killaars                                | Goudsteeg                                             | Zwolle |                        |            |
| 1984      | Joan van der Capellen tot den Pol                                                        | Eric Claus                                   | Bloemendalstraat                                      | Zwolle | brons                  |            |
| 1984      | Reliëf Oprichting SDAP                                                                   | Walraed Cremers                              | Ossenmarkt                                            | Zwolle | steen                  |            |
| 1986      | Schrijdende danseres met tamboerijn                                                      | Fioen Blaisse                                | Gasthuisplein                                         | Zwolle |                        |            |
| 1987      | Buurpraatje                                                                              | Meri Matacin                                 | Boerhaavelaan                                         | Berkum | brons                  |            |
| 1988      | Pony                                                                                     | Arie Teeuwisse                               | Park Eekhout                                          | Zwolle | brons                  |            |
| 1989      | Au bain Marie                                                                            | Alexander Schabracq                          |                                                       | Zwolle |                        |            |
| 1991      | Kikhondje                                                                                | Steef Roothaan                               |                                                       | Zwolle |                        |            |
| 1992      | Johan Rudolph Thorbecke                                                                  | Hans Bayens                                  | Stationsplein                                         | Zwolle |                        |            |
| 1993      | Libra pro Swolla                                                                         | Marte Röling                                 |                                                       | Zwolle |                        |            |
| 1993      | Stel                                                                                     | Tom Waterreus                                | Gombertstraat, bij de Havezate                        | Zwolle | brons                  |            |
| 1994      | Zusters onder de bogen                                                                   | Pépé Grégoire                                | Dokter Van Heesweg, bij Isala Zwolle                  | Zwolle | brons en staal         |            |
| 1994      | Benches                                                                                  | Adam Colton                                  | Hanzelaan                                             | Zwolle |                        |            |
| 1995      | Watersculptuur                                                                           | Peter van de Locht                           | Grote Markt                                           | Zwolle |                        |            |
| 1996      | Madonna                                                                                  | Tom Waterreus                                | Ossenmarkt (Basiliek)                                 | Zwolle | steen                  |            |
| 1998      | zonder titel ('boombeeld')                                                               | Albert Goederond                             |                                                       | Zwolle | aluminium              |            |
| 1998      | Beeldengroep                                                                             | Kees Verschuren                              | Porporastraat                                         | Zwolle | beton                  |            |
| 1999      | Pluizenbol                                                                               | Hans Rikken                                  | Koggelaan                                             | Zwolle | metaal                 |            |
| 1999      | Open-Up                                                                                  | Maree Blok en Bas Lugthart                   |                                                       | Zwolle | roestvast staal        |            |
| 2000      | Lamp                                                                                     | Jeroen Henneman                              | Hanzelaan                                             | Zwolle |                        |            |
| 2001      | Herman Brood                                                                             | Frank Rosen                                  | Burgemeester Drijbersingel, bij Hedon                 | Zwolle | brons                  |            |
| 2001      | Thomas a Kempis                                                                          | Tom Waterreus                                | Assendorperstraat                                     | Zwolle | steen                  |            |
| 2002      | Indiëmonument                                                                            | Catharina Ramaekers                          | park Eekhout                                          | Zwolle | steen en brons         |            |
| 2002      | Bouwstuk aan het water                                                                   | Koos Kroon                                   | Potgieterpark                                         | Zwolle | staal                  |            |
| 2004      | Wharfinger                                                                               | Luk van Soom                                 | Hanzeplein                                            | Zwolle | brons                  |            |
| 2005      | zonder titel                                                                             | Wendela Gevers Deynoot                       | Aa-landen                                             | Zwolle |                        |            |
| 2007      | The World is a Stage                                                                     | Alexander Schabracq                          |                                                       | Zwolle |                        |            |
| 2010      | Grote Gouden Vette Vredesduif                                                            | Marte Röling                                 | Dak Museum De Fundatie                                | Zwolle |                        |            |
| 2010      | Glazen Engel/St.Michael                                                                  | Herman Lamers                                | Grote Markt                                           | Zwolle | glas                   |            |
| 2014      | Waterloper                                                                               | Metaalmorfose                                | Hollewandsweg                                         | Zwolle | cortenstaal            |            |
| 2015      | Portal                                                                                   | Ram Katzir en Hertog Nadler                  | Binnenstad                                            | Zwolle |                        |            |
| 2020      | Aurora Borealis                                                                          | Ronald A. Westerhuis                         | Kleine Veerweg                                        | Zwolle | Roestvrijstaal         |            |
| ?         | Klokkentoren                                                                             | ?                                            | Hollewandsweg                                         | Zwolle |                        |            |
| ?         | Zonder titel                                                                             | ?                                            | Hollewandsweg                                         | Zwolle |                        |            |
| ?         | Zonder titel                                                                             | ?                                            | Park de Wezenlanden                                   | Zwolle |                        |            |
| ?         | Monument op de schietbaan Berkum                                                         | H. Mastenbroek en J.H. de Herder             | Haersterveerweg                                       | Zwolle |                        |            |
| ?         | Wandreliëf                                                                               | ?                                            | Jan Buschstraat 6                                     | Zwolle | ?                      |            |